# Goa'uld (taal)
De Goa'uld taal is een fictieve taal die wordt gesproken door de Goa'uld en de Jaffa in de televisieseries van Stargate SG-1. De Goa'uld taal ontstaat in eerste instantie als een Unas taal, maar werd door de beperkte capaciteit van spraakontwikkeling van de Unas belemmerd. Vanaf het moment dat de Goa'uld meer menselijke gastheren nemen, begint de taal zich beter te ontwikkelen. De mens werd immers door Ra als gastheer gekozen wegens het beter ontwikkelde lichaam en het aanwezige vermogen tot spraak. Op deze manier hadden de Goa'uld invloed op de ontwikkeling van het Oude Egypte. Het staat bekend als de lingua franca van de Melkweg en bestaat nog steeds ondanks de val van de System Lords.

## Grammatica
De taal gebruikt een onderwerp – werkwoord – lijdend voorwerp woordvolgorde zoals in het Engels (SVO).

### Uitspraak
Tot op heden heeft men nog geen derde persoon gebruik kunnen destilleren uit de Goa'uld taal. In plaats daarvan gebruikt de taal gedeelten van het woord.
De uitspraak gaat als volgt :
- "Ta"=Ik
- "Lo"=Jij

Om tot een meervoudsvorm te komen van de bovenstaande woorden, moet men aan de stam een –p toevoegen. Bijvoorbeeld: "Tap"=Wij, "Lop"=jullie/u allen. Het juiste gedeelte van het woord kan ook worden gebruikt in plaats van het originele woord. Onbekend is of achtervoegsels worden gebruikt om bezit aan te duiden.

### Woorden
In de taal van de Goa'uld zijn geen vervoegingen. Dat wil zeggen dat verleden, heden en de toekomst hetzelfde zijn. Het woord blijft in alle tijden hetzelfde ondanks het onderwerp. Zie bijvoorbeeld: "tal pac"=valt, gaat vallen, wil vallen, viel, etc. In het algemeen valt uit de situatie af te leiden welke vorm moet worden gebruikt (zie ook het Chinees).

### Woordvolgorde
Voorvoegsels worden (1), (2), (3) genummerd op basis van de volgorde waarin ze behoren te staan. Of het bedoeld is of onbedoeld weet men niet, maar het lijkt op de Klingon taal; is het de eerste verklaring, dan kan het een briljante grap zijn (daar staan de schrijvers bij SG1 overigens om bekend). Nog een voorbeeld:

"nok"(nu) gecombineerd met "-ia"(niet) (1) en"-k"(zijn) (2) is "nokiak" (in den beginne was er). Let er wel op dat dit moet worden vertaald als "in den beginne" en niet "aan het einde" of "niet nu", alhoewel het ook iets anders zou kunnen betekenen. Men kan namelijk ook "mel nok" of 'later' zeggen. Daarom wordt met "mel nok" eigenlijk altijd 'later', bedoeld, terwijl "nokia" moet worden gebruikt om de situatie aan te duiden die 'eerder' is geweest.

### Kree
Het woord "Kree" heeft zeer uiteenlopende betekenissen. In essentie betekent het dat men moet opletten of dat men “klaar voor de start” moet zijn ("yoo hoo" zoals O'Neill het weleens zegt). Ook duidt het op actie, richten en klaarstaan. Het woord "Kree" gecombineerd met de gebiedende wijs kan duiden op een gebeurtenis. Een voorbeeld hiervan is: "Kree" + "Hol" (uitvoeren, aangaan, gaan) = 'we gaan' of gewoon 'Ga!'. Door de combinatie met "mel" (doodgaan, verlopen, eindigen) ontstaat er "Kree hol mel" (stand-by, stop, wacht). Vaak wordt het gegeven als algemeen commando aan de "Jaffa, Kree!" (Attentie, Jaffa!, of; Jaffa, Let op!) Soms wordt het gebruikt bij de Tok’ra als "Tok'ra, Kree!" (in het bijzonder in het 2e seizoen). De Tok’ra gebruiken dezelfde taal; “ Tau'ri Kree”, “Goa'uld Kree”, and “Shol'vah Kree”.

### Lo'tar
In de taal van de Goa'uld is "Tar" Bargoens voor "Tau'ri" of 'Mens'. Wanneer men het woord letterlijk vertaalt, betekent het "Jij, mens". Wellicht is het zo ooit ontstaan. Door de eeuwen heen is het een woord geworden met aanzien onder de slaven.

### Shol'va
Dit is een voorzetsel wat wordt gebruikt door de Jaffa en de System Lords om verraders aan te duiden die hun “god” verachtten- het woord is verwant aan de term "ketterij".

### Het aanpassen van woorden
In de Goa'uld taal staan voorvoegsels voor het zelfstandig naamwoord en soms staat het er weer achter.

### Dubbele betekenissen
De taal van de Goa'uld is een zeer krachtige taal door het gebruik van dubbele betekenissen. Met weinig woorden kan er precies uitdrukking worden gegeven aan de gevoelens van de persoon. Dit scheelt tijd en inspanning wanneer men uit de context kan opmaken wat er wordt bedoeld
Een voorbeeld:
"Lo tak meta satak oz" betekent zowel 'Je spreekt tegen de grote Oz' als 'Ik ben de grote OZ'. Wanneer we de zin ontleden zien we "Lo - meta satak Oz" Jij(Lo) spreekt met(meta) de grote Oz (satak Oz). Bovendien kunnen we ook "Tak - satak Oz" Ik ben (Tak) de grote Oz (satak Oz) destilleren.

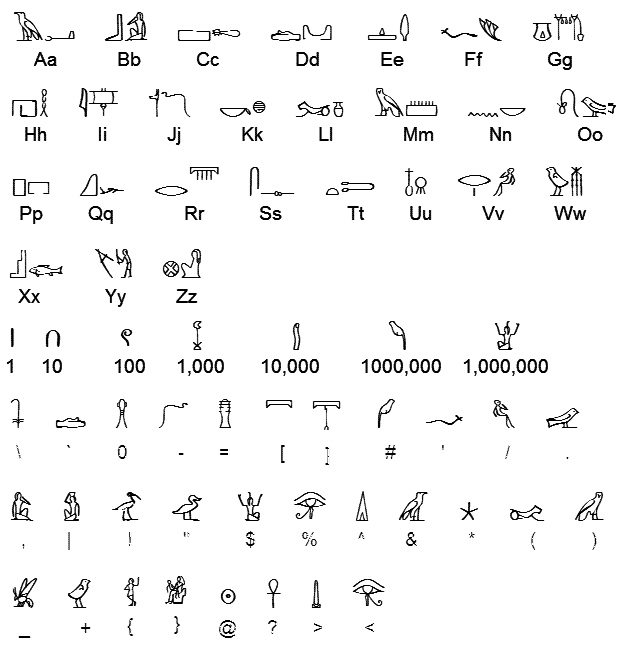
Goa'ulds alfabet

### Schrijven
De Goa'uld hanteren verschillende schrijfstijlen waarbij het grootste gedeelte is gebaseerd op de oude Egyptische hiërogliefen dan wel omgekeerd. Er bestaat ook een cursief geschreven schrift, maar dat lijkt nergens op gebaseerd te zijn.
Men dacht in eerste instantie dat de taal werd geschreven van links naar rechts en van boven naar beneden. Officiële documenten uit de kantoren van Gerak en andere Jaffa High Councillors van de vrije Jaffa Staat wijzen uit dat de taal van de Goa’uld van boven naar beneden wordt geschreven. Tot op heden is het onbekend of men aan de rechterkant begint zoals de Chinezen, of dat men aan de linkerkant begint, zoals in het Mongoolse alfabet.
De Goa'uld staan er ook om bekend een heleboel woorden en gebruiken over te nemen van andere/oude beschavingen en talen. Voorbeelden hiervan zijn; Grieks, Chinese karakters, Spijkerschrift, Kretenzisch Lineair A en de Maya hiërogliefen.

## Woordenboek
A
- A'roush = Dorp
- Ai'emain = Sta op!
- Al'kesh = Goa'uld tussenafstand bommenwerper ("Exodus")
- Aray Kree = Blijf waar je bent ("There but by the Grace of God")

B
- Ba'ja'kakma'te = Jij ook hallo, als antwoord op Tek'ma'tae (respect betuigend)
- Bashaak = Houten trainingsstaf (soort Bo) die wordt gebruikt door de Jaffa studenten. Hierbij wordt ook verwezen naar het trainingsritueel van de Jaffa
- Bi'bo = Wil je?/ Pak!
- Bonniewae = Lekker; smakelijk
- Bradio = Schiet op! /Tempo!/Hup nu!

C
- Cal mah = Toevluchtsoord/heiligdom/veilige plaats

"...know that this place IS sanctuary. This is Cal mah!" ("The Warrior")
- Chal'tii = Ongetrainde strijder

"I have trained these warriors since they were Chal'tii." ("The Serpent's Lair")
- Chappa'ai = Stargate
- Chappa'ko = Supergate
- Chell'nak = vet cool (direct vertaald uit "The Tok'ra Part 2") of sterkte
- Cra = gaan naar (Ik ging "cra" de winkel)

D
- Delmac = kristal

"There should be three delmacs... Crystals. There should be three crystals." ("Deadman Switch")
- Di'bro, das weiafei, doo'wa = Mensen, verwelkom hen, de goden zijn teruggekeerd!
- Di'dak'dida = Zou je denken?!
- Dis'tra = meester

F
- Fi nu = Maak af! (in de zin van doden)

G
- Goa'uld = Symbiont/God
- Gonach = Dat is een belediging waarvan de exacte betekenis niet bekend is.

H
- Hakor = Verbannen
- Hak'tyl = Bevrijding
- Hara kesh = Martel apparaat
- Harsesis = Kind geboren uit twee Goa'uld
- Ha'shak = Iemand die zwak is/ dom is (O'Neill spreekt het uit als "Hassak")
- Ha'taaka = Gebruik maar als proefdier
- Ha'tak = Goa'uld moederschip ("Within the Serpent's Grasp"), betekent ook 'aanval'

"Jaffa, ha'tak!" ("Into the Fire")
- Heelk'sha = Goden van de onderwereld
- Hi'ato = Loop door!
- Hok = Goed/ontwikkeld
- Hok'tar = ontwikkelde mens, van Hok/Ontwikkeld, en Tar/Bargoens voor mens/Tau'ri ("Rite of Passage")
- Hol = Uitvoeren, gaan

I
- -ia = niet
- I'jaji'biai = Mag ik dit hebben?
- I ra be'bju = Is dit voor mij bestemd?
- Intar = Apparaat wat elektrische schokken geeft en welke wordt gebruikt gedurende trainingen ("Rules of Engagement")

J
- Jankin = Zoeken of onmiddellijk vertellen
- Joma Secu = Uitdaging om leiderschap (The Warrior)
- Ju' = Zien
- Ju'iu = Kijk!

K
- -K = Zijn
- Kalash = Iemands ziel
- Kegalo = Stilte!
- Ke'i = Buig!
- Kel = Hallo, Gegroet
- Kel no'reem = in een meditatieve staat zijn
- Kel sha = Hallo/Wees welkom
- Kel mar tokeem = "De wraak van de hoorndrager"
- Khek = Zwakte/Dood
- Ki'banja'swei = We moeten ons verstoppen!
- Kitel = Licht
- Korosh-ni = "Ga terug." Een symbool achtergelaten door Goa'uld Vernietigers voor hun soortgenoten vlak bij de Stargate op planeten die door hen zijn vernietigd en waarbij het grondoppervlak radioactief is ("There But For the Grace of God")
- Kree = Attentie, luister, concentratie, yoo hoo... zo ongeveer vertaald zoals gebruikt in "Point of View")
- Kree'ta = Stop ermee / Ga daar van weg
- Krist'a = Banneling

L
- Lek tol = Tot ziens
- Lo = jij
- Lo'tar = adjudant van een System Lords. Het is de hoogst haalbare rang die een mens kan verkrijgen ("Summit")—van Lo, jij, en Tar, "mens" (zie ook hierboven bij Hok'tar); er wordt verondersteld dat een System Lord dit woord vaak tegen zijn persoonlijke adjudant/slaaf zegt.

M
- Ma'binim = Wat is dat?
- Mai'tac = Verdomme
- Me'la = Maken(meh-lah)
- Mel = Doodgaan/Verlopen/Eindigen
- Meta = Zeggen
- Mid'cha = Let op.
- Mi'la = Alles(mee-lah)
- Mi'la tu'tu = Is alles in orde?
- Mikta = kont (wordt verondersteld): "And you, O'Neill, you're considered... well, you're a pain in the mikta." "Neck?" "No." ("Deadman Switch")

N
- Nafi = Ok!/Op deze wijze!
- Nanb'tu'qua = Hoe gaat het met je?
- Na'noweia si'taia = "Je bent hier om me te vernietigen"
- Naquadah = kwartsachtige steen
- Ne'nai = nee / niet doen
- Nema = Priester
- Niush nio = Iedereen, Kijk!
- Noc'ri'ton = Help me hieruit!
- Nok = nu
- Nowe = Hier, alsjeblieft (in de zin van teruggeven)

O
- Onac = persoon, een bewust persoon/entiteit
- Or' = hier is de/een (Or'onac shol'va = hier is de verrader)
- Orak = niet sprekenden/doofstomme :"With those orak [i.e. Kull Warriors] at his command, Baal has tipped the balance of power in his favor." ("New Order")

P
- Pa'kree = Wat gaan we nu doen?
- Pel'tak = De brug of het commando centrum (meestal een Ha'tak voertuig) ("Within the Serpent's Grasp")
- Prim = Meedoen met
- Prim'ta = Ceremonie waarbij een Goa’uld larve wordt geïmplanteerd, ook wel letterlijk "wordt een met mij" (als eerste definitie gebruikt in "Bloodlines")

Q
- Quell'shak = Wat moeten we doen!/Geef ons advies!

R
- Ra'sapai = Is dit van jou?
- Rai = ster
- Renek = Eerbiedig
- Rhe'u = Achteruit!
- Rin'tel'noc = Opdonderen!
- Ris'vi he'u = Sluit de deuren

S
- Satak = groots/de grote

"Tak satak Oz!" ("I am the Great Oz!"—zoals Daniel Jackson zei om tijd te winnen terwijl Selmak het ruimteschip aan het repareren was) ("Tangent")
- Se'biu = Ga je mee met ons?
- Shak'ti'qua = "Waar denk je dat je mee bezig bent?"
- Shal'kek nem'ron = (begroetingsritueel zoals deze wordt gebruikt door leden van de Jaffa Verzet teneinde elkaar te herkennen)
- Sha'lokma'kor = Grijp ze!/ Dood Ze!
- Shes'ta = Goa'uld valuta
- Shi'bio diu = Vreemdelingen
- Shol'va = verrader; ook: ketter, wordt gebruikt wanneer men een Goa'uld verraad, dit hetzelfde is als iemands god verraden.

"This was the home of shol'va." ("Bloodlines")
- Shor'wai'e! = Schiet op!
- Si'nu [seenoo] = Wacht!
- Swai'c = gesnopen?

T
- Ta = Ik
- Tacluchnatagamuntoron/Tacs = automatisch, op afstand bestuurbare, hitte zoekende wapens, die eruitzien als rond gevormde apparaten ("Deadman Switch")
- Tak = Ik ben
- Tal'bet = Capituleer!/Geef je over!
- Tal'chak'amel = dat gaat ‘em niet worden
- Tal'pac = Vallen
- Tal'mac = Ik heet / Mijn naam is
- Tal mal'tiak mal we'ia = Ik ben zeer vereerd
- Tal'pac rai = vallende ster ("A Hundred Days")
- Tal'shak = Schiet op / doe het
- Tao've'nu = Dit geloof je nooit / niet te geloven
- Tau'ri = mensen van de Aarde, letterlijk "Zij van de Eerste Wereld" ("The Enemy Within")
- Teal'c = Kracht ("Past and Present")
- Tek'ma'tae = Ik groet u, meester, met de hoogste achting ("The Warrior")
- Tek'ma'tek = "Goed je te zien, oude vriend" ("The Warrior")
- Terac Shri = afwezigheid van besef
- Ti'bia = dat is van jou / de jouwe
- Ti'u = ja
- Tok = anti ("The Tok'ra Part 1")
- Tok'ra = tegen Ra/Verzet ("The Tok'ra Part 1")
- Tuat = de onderwereld
- Tun'cma'le = groots

U
- Unas = De Eerste ("Thor's Hammer")

V
- Vi'toi = Geef maar aan mij (gebiedend)
- Vo'cume = Apparaat om op te nemen en uit te zenden ("Rules of Engagement")

Y
- Ya'isid ma'gue = We moeten gaan!
- Ya'ol'wa [Shaol'wa] = Wat is er aan de hand?
- Yõ = Stop!/Luister!

Z
- Zat'n'ktel = Apparaat dat wordt gebruikt om iemand met een schot uit te schakelen, met twee schoten te doden en met drie schoten te desintegreren ("Within the Serpent's Grasp")